# Sembukudipatti
Sembukudipatti (/ semboku "dIpætɪ /), (Tamil: செம்புக்குடிபட்டி, malayalam: സെമ്ബുകുടിപറ്റി, Kannadam: ಸೇಮ್ಬುಕುದಿಪತ್ತಿ, Hindi: सेम्बुक्कुदिपत्टी), è un piccolo villaggio vicino Vadipatti e si trova a 22 km a nord est di Madurai nel Tamil Nadu in India. Questo villaggio è noto per il Parco Metal Montagna, Vaguthumalai in tamil, che si trova ad 1 km a nord. La cave blu-metal contribuisce alle entrate fiscali di Taluk Vadipatti. Questo villaggio è sotto il Panchayat Alanganallur dell'Unione ed ha una popolazione di più di 1.200 abitanti come dal censimento del 2001.